# ماکس کروم
ماکس کروم (انگلیسی: Max Crumm؛ زادهٔ ۸ اکتبر ۱۹۸۵) بازیگر، و بازیگر تئاتر اهل ایالات متحده آمریکا است.